# Будилка (Гомельська область)
Будилка (біл. Будзілка) — селище в Прибітковській сільраді Гомельського району Гомельської області Білорусі.

## Географія
У 2 км від залізничної станції Зябровка (на лінії Гомель — Тереховка), 17 км на південний схід від Гомеля.
На річці Уть (притока річки Сож).

## Населення

### Чисельність
- 2004 — 54 жителі.